# Cassel (California)
Cassel es un lugar designado por el censo ubicado en el condado de Shasta en el estado estadounidense de California. En el año 2010 tenía una población de 207 habitantes.

## Geografía
Cassel se encuentra ubicado en las coordenadas 40°55′8″N 121°33′7″O / 40.91889, -121.55194.